# Cneorhinides
Cneorhinides är ett släkte av skalbaggar. Cneorhinides ingår i familjen vivlar.
Kladogram enligt Catalogue of Life:
| Cneorhinides | \| \| Cneorhinides latinasus \| \| \| \| \| \| Cneorhinides tabinosus \| \| \| \| |
|              | \| \| Cneorhinides latinasus \| \| \| \| \| \| Cneorhinides tabinosus \| \| \| \| |
|              | Cneorhinides latinasus                                                            |
|              |                                                                                   |
|              | Cneorhinides tabinosus                                                            |
|              |                                                                                   |